# 艾蜜莉·凱利
艾蜜莉·喬安娜·凱利（英語：Emily Joanna Carey，2003年4月30日—）是一名英國女演員。她飾演過年幼版本的黛安娜 (2017年電影《神力女超人》)以及蘿拉·卡芙特 (2018年《古墓奇兵》)。近期則演出BBC iPlayer影集《正義高校生》，以及2022年上線的HBO影集《龍族前傳》。

## 職業發展
凱利的9歲的時候獲得演出《史瑞克音樂劇》的機會，該次表演是她的首次公開演出。11歲時，凱利開始在BBC電視劇《急診室》擔任常設角色，直到2021年。她的首次大螢幕演出是在2017年電影《神力女超人》中飾演12歲的黛安娜，接者又演出了《古墓奇兵》，飾演14歲的蘿拉·卡芙特。2020年，凱利擔任校園驚悚劇《正義高校生》的主角之一。她的配音作品電影《Where is Anne Frank》於2021年7月坎城影展首映。2021年7月，據報導凱利將飾演電視劇《龍之家族》中年輕版本的阿莉森·海塔爾。
凱利目前與Curtis Brown、UTA以及IMG Models經紀公司簽約。

## 個人生活
凱利使用她或他(們)(she/they)作為代名詞。

## 影視作品

### 電影
| 年份 | 標題                        | 角色              | 備註 |
| ---- | --------------------------- | ----------------- | ---- |
| 2017 | 神力女超人                  | 12歲的黛安娜      |      |
| 2018 | 古墓奇兵                    | 14歲的蘿拉·卡芙特 |      |
| 2020 | Anastasia: Once Upon a Time | 安娜塔西亞        |      |
| 2021 | Where is Anne Frank         | 安妮·法蘭克       |      |
| 2021 | The Lost Girl               | 少女時期的溫蒂    |      |

### 電視劇
| 年份            | 標題              | 角色                    | 備註     |
| --------------- | ----------------- | ----------------------- | -------- |
| 2014–2017, 2021 | 急診室            | Grace Beauchamp         | 41集     |
| 2016            | Houdini and Doyle | Mary Conan Doyle        | 6集      |
| 2019            | DJ奶爸            | Bea                     | 1集      |
| 2020            | 正義高校生        | Mika                    | 主要角色 |
| 2022            | 龍族前傳          | 少女時期的阿莉森·海塔爾 | 主要角色 |

## 外部連結
- 艾蜜莉·凱利的Instagram帳戶
- 艾蜜莉·凱利的X（前Twitter）